# Shimogyō-ku (Kyōto)
Shimogyō-ku (japanisch 下京区, deutsch „unterer Hauptstadtbezirk“) ist einer von elf Stadtbezirken (ku) von Kyōto, Japan.

## Geschichte
Er wurde am 10. April 1879 als Teil der alten Stadtpräfektur Kyōto (Kyōto-fu) gegründet. Bei der Reorganisation des japanischen Gemeindewesens am 1. April 1889 wurde aus ihm und Kamigyō-ku die Stadt (shi) Kyōto gebildet. Am 1. April 1929 wurden der Osten als Stadtbezirk Higashiyama-ku ausgegliedert und aus dem Nordteil gemeinsam mit dem Südteil von Kamigyō-ku der Stadtbezirk Nakagyō-ku gebildet. Seine heutigen Grenzen erhielt er am 1. September 1955 mit der Ausgliederung von Minami-ku im Süden.

## Bevölkerungsentwicklung
| 1960   | 1970   | 1980  | 1990  | 2000  | 2010  | 2020    |
| ------ | ------ | ----- | ----- | ----- | ----- | ------- |
| 146174 | 116200 | 86821 | 73457 | 71212 | 79287 | 82784 1 |

## Wirtschaft
Der ehemalige Hauptsitz von Nintendo befindet sich in Shimogyō-ku, welcher heute als Hotel genutzt wird.

## Sehenswürdigkeiten

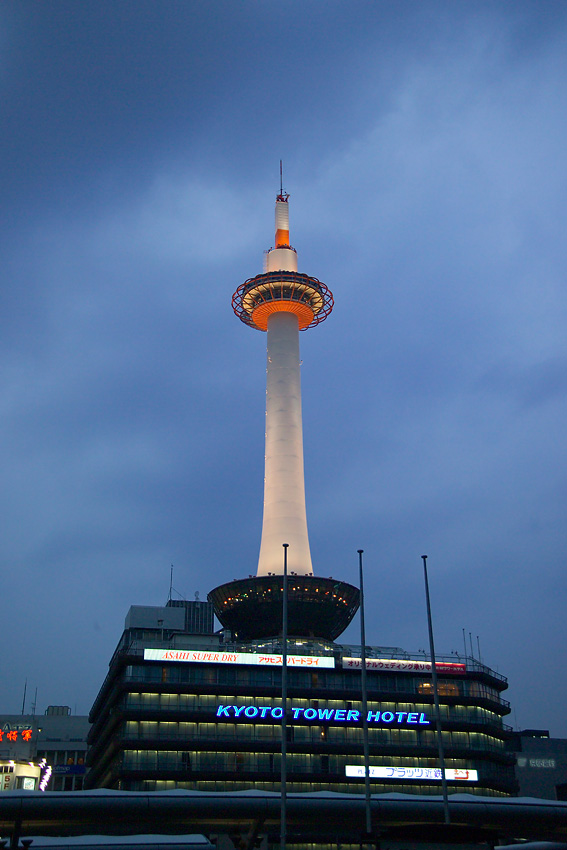
Der Kyoto Tower ist schon aus etlichen Kilometern Entfernung zu sehen

Wichtige Bauwerke sind der Kyōto Tower und der Bahnhof Kyōto. Am nördlichen Rand des Bezirks verläuft die Shijōstraße, um die, besonders an der Kreuzung mit der Kawaramachistraße, das belebteste Einkaufsviertel der Stadt liegt. Die drei Flüsse Hori, Kamo and Takase fließen durch Shimogyō-ku.